# ローアーケース
ローアーケース（lowercase）とは、ミニマル・アーティストのスティーヴ・ロデンによって作られた言葉で非常に静かな音で長い無音を挟んだ、アンビエント・ミニマリズムの極端な形式である。
ロデンは、紙を様々な方法で扱う音を録音して製作した『Forms of Paper』と題されたアルバムでこのムーヴメントを開始した。
この録音物は、ロサンジェルス・パブリック・ライブラリのハリウッド分館に委嘱されたものである。
電子音楽のパイオニアであり教育者でもあるキム・キャスコーンや、テツ・イノウエ、ボブ・レイニー、バーナード・ギュンターら多くのアーティストがローアーケース・ムーヴントに貢献している。
極端なものとして*0（nosei sakata)やリチャード・シャルティエのように、通常は聞こえない人間の可聴領域外の低周波や高周波のみで音楽を構築するものまで登場した。
Bremsstrahlung RecordingsやTrente Oiseaux、12kそしてRaster-Notonといった、ローアーケース・ミュージックをリリースしているレーベルのうちいくつかは、有名な作曲家坂本龍一をAlva Noto（Carsten Nicolai）とのコラボレーションとして迎えている。

## External links
- Steve Roden
- Bernhard Günter
- Trente Oiseaux
- 12k
- raster-noton
- alva noto
- Bremsstrahlung Recordings
- lowercase-sound (メーリングリスト)
- Whisper the Songs of Silence (WIRED記事)